# Le Peu
Le Peu är en kulle i Schweiz. Den ligger i distriktet Franches-Montagnes och kantonen Jura, i den västra delen av landet, 50 km nordväst om huvudstaden Bern. Toppen på Le Peu är 1 072 meter över havet.